# Stibochiona schoenbergi
Stibochiona schoenbergi är en fjärilsart som beskrevs av Eduard Honrath 1889. Stibochiona schoenbergi ingår i släktet Stibochiona och familjen praktfjärilar. Inga underarter finns listade i Catalogue of Life.